# La guerra de Calibán
La guerra de Calibán (título original en inglés: Caliban's War) es una novela de ciencia ficción escrita por James S. A. Corey (seudónimo de Daniel Abraham y Ty Franck) en 2012. Trata sobre un conflicto en el sistema solar que involucra a la Tierra, Marte y al cinturón de asteroides (colonias de personas viviendo en asteroides, referidas como "Belters"). Es el segundo libro en la serie de The Expanse y es precedido por El despertar del Leviatán. La Guerra de Calibán fue publicado el 7 de junio de 2012.

## Preludio
Dieciocho meses después de los eventos que se desatan en El Despertar del Leviatán, Ganimedes, una de las lunas más grandes de Júpiter y fuente de recursos de los planetas exteriores, es asolada por una guerra entre la Tierra y Marte. En la Tierra, Chrisjen Avasarala, una política de alto rango hace todo lo posible para evitar que se desate otra guerra interplanetaria. Y en Venus, la protomolécula se ha hecho con el planeta y ha desencadenado una serie de cambios misteriosos que amenazan con extenderse por el Sistema Solar.

## Arcos Importantes de la Historia
James Holden es el capitán de la Rocinante, una nave marciana de guerra que fue rescatada en el libro anterior. Holden y su tripulación han trabajado para La Alianza de Planetas Exteriores (APE) - en inglés Outer Planets Alliance (OPA) - durante dieciocho meses luego de lo que se ha conocido como el incidente de Eros. Mientras ayudaban a un botánico a encontrar a su hija, Holden se encuentra con que todavía hay personas intentando controlar a la protomolécula. Rompiendo sus relaciones con la APE, se convierte en una pieza incluso más importante que antes en la lucha por el control del Sistema Solar.
Chrisjen Avasarala es una funcionaria de alto rango en las Naciones Unidas. Conectada a todas las fuentes de información posibles, Chrisjen monitoriza simultáneamente eventos en la Tierra, Marte, Ganimedes y Venus, aunque este último es difícil de predecir. Ella acepta un puesto que la aleja de la acción sabiendo que debe hacer lo que se espera de ella hasta que llega el tiempo de hacer lo inesperado. Más tarde en la historia conoce a James Holden por primera vez a bordo de su nave, para tratar de desactivar lo que podría llegar a ser una guerra por todo el Sistema Solar.
Bobbie Draper es una marine marciana, estacionada en Ganimedes, una de las lunas más grandes de Júpiter y conocida por ser el granero de los planetas exteriores. Luego de ser testigo de una brutal derrota de dos lados de un conflicto por un tercer involucrado, ella es llevada a la Tierra para participar en charlas de paz, pero no sigue la línea del gobierno y se mete en problemas con sus líderes. Ahora ayudando a Chrisjen Avasarala, debe adaptarse rápidamente a las políticas interplanetarias. Luego, siendo asignada al espacio su entrenamiento militar, se vuelve relevante de nuevo.
Praxidike Meng es un botánico el cual trabajaba en Ganimedes cuando las tensiones se vuelven insostenibles. Después de que su hija se pierda en el caos, encuentra información de que ella fue secuestrada de su guardería momentos antes de la acción. Praxidike intenta encontrarla en las decadentes condiciones de su pasa, pero encuentra a James Holden y ve en él su única fuente de esperanza. Eventualmente se convierte en la cara de la crisis en Ganimedes, y sus esfuerzos por encontrar a los secuestradores de su hija tienen ramificaciones interestelares.

## Recepción
La recepción de La Guerra de Calibán fue mayormente positiva. Kirkus Reviews nota que el libro puede ser disfrutado incluso sin haber leído el primer tomo pero fue "Mucho mejor apreciado luego del volumen uno". Geek Dad y Publishers Weekly de Wired.com alabaron la novela, GeekDad dijo "Personalidades humanas creíbles y tecnología reconocible" como un aspecto destacable. Tor.com dio una reseña generalmente positiva para La Guerra de Calibán, pero hizo notar que hubo "un diálogo bastante aburrido, también una sobreabundancia de políticas transparentes y ridículas, y un par de chicos malos caracterizados caricaturesca mente".